# 博赫丹·若尔达克
博赫丹·奥莱克西约维奇·若尔达克（烏克蘭語：Богдан Олексійович Жолдак；1948年2月13日—2018年10月31日），乌克兰作家和编剧。

## 生平
1948年2月13日出生于基辅。父亲是作家奥列斯·伊万诺维奇·若尔达克，母亲是诗人叶娃·乌斯季米夫娜·纳鲁宾娜。毕业于第87专业学校。
1972年毕业于基辅大学语文系。
曾担任乌克兰国家电视台第一频道（UT-1）和“1+1”电视频道多个电视节目的主持人，并在国家广播电台第一频道主持每周广播节目“说谎者 — 与博赫丹·若尔达克的文学会面”。2004年，他参与了选集《幻象罢工》(Страйк ілюзій)的出版，其中收录了他的剧作《着了魔的扎波罗热人》(Чарований запорожець)。
曾在罗斯电影制片厂（隶属于罗斯股份公司）工作，并在伊万·卡尔片科-卡里基辅国立戏剧、电影和电视大学电影系教授剧本写作技巧。
他是乌克兰作家协会和乌克兰全国电影工作者协会的成员，同时也是“Кінопис”（电影笔会）联合会的成员。

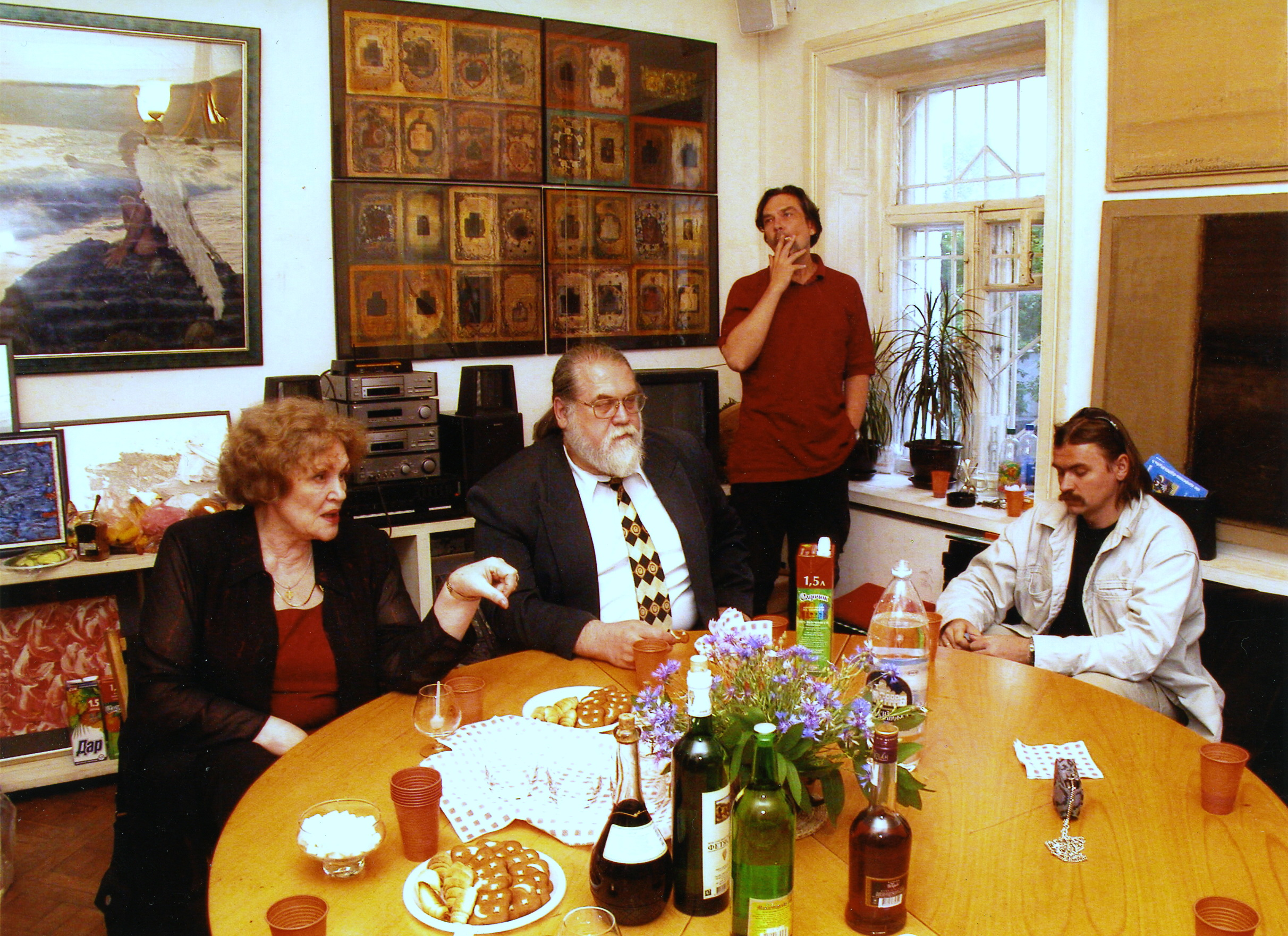
“不眠之夜”电影节评审团会议，2003年6月；左为莉娜·科斯滕科，居中为博赫丹·若尔达克，站立者为尤里·安德鲁霍维奇

2018年10月31日逝世，若尔达克在基辅国立卡尔片科-卡里戏剧、电影和电视大学为学生做完讲座后，因血栓脱落而去世，享年70岁。

### 家庭
妻子伊琳娜是音乐教师；他们的女儿达里娅·若尔达克是艺术项目策展人和画廊经营者。
博赫丹·若尔达克是剧作家瓦列里·若尔达克的堂兄弟，也是导演安德里·若尔达克的堂叔。

## 创作
作为剧作家，他创作了哥萨克舞歌剧《科诺托普女巫》(Композитор, 1982年首演于伊万·弗兰科国家学术话剧院)、戏剧《痴情魔鬼》(Закоханий чорт, 1986年首演于沃伦谢甫琴科乌克兰音乐话剧院)和《泥土》(Глина, 1993年，与О. Чумак合写)。
他也为许多电影编写了剧本，例如：《多瑙河畔的扎波罗热人》(Запорожець за Дунаєм, 1986年，导演：О. Суярко, 乌克兰电视电影制片厂 «Укртелефільм»)、《女巫》(Відьма, 1990年，导演：Г. Шигаєва, 亚历山大·多夫任科电影制片厂)、《哥萨克在前进》(Козаки йдуть, 1991年，导演：С. Омельчук)、《伊万和母马》(Іван та кобила, 1992年，导演：В. Фесенко；后两部由“罗斯”国家文化制作中心 «Рось» 出品)、《通往谢契之路》(Дорога на Січ, 合著剧本, 1994年，导演：С. Омельчук, 亚历山大·多夫任科电影制片厂)
他是文学流派“动态散文”(динамічної прози)的创始人之一。该流派的特点是：情节凝练且丰富；刻意选择“自然”、“贴近现实”的题材，包含自然主义描写和情色元素；融合了抒情、讽刺和怪诞风格的高度表现力；以及超越常规词汇的语言即兴创作。他的部分作品已被翻译成英语、德语、克罗地亚语、日语等语言。他创作了众多散文作品，并多次获得文学奖项。
他对乌克兰艺术的潜力持乐观态度，并以自己的信念激励着与他交谈的学生们。